# Leuctra wilmae
Leuctra wilmae är en bäcksländeart som beskrevs av Joachim Illies 1954. Leuctra wilmae ingår i släktet Leuctra och familjen smalbäcksländor. Inga underarter finns listade i Catalogue of Life.